# Vizgirdas Telyčėnas
Vizgirdas Telyčėnas (* 1955) ist ein litauischer Jurist, ehemaliger Generalpolizeikommissar Litauens.

## Leben
Nach dem Abitur an der Mittelschule absolvierte er 1978 das Diplomstudium am Vilniaus inžinerinis statybos institutas und 1980 die Kurse der Wirtschaftsmilliz in der Milizschule Riga (Lettland) sowie 1985 Kurse von 6 Monaten in der Miliz-Hochschule Kijew (Ukraine). 2007 absolvierte er das Masterstudium des Rechts und Polizei an der Mykolo Riomerio universitetas. 1995 bildete er sich weiter bei FBI in USA und 2001 in Rom (Italien).
Ab 1980 arbeitete er in Vilnius-Miliz, ab  1981 als Inspektor, Oberinspektor, ab 1985 als Leiter der Unterabteilung. 1991 wurde er Polizeikommissar und arbeitete ab 1992 am Innenministerium Litauens, ab 1993 bei der Kriminalpolizei am Polizeidepartement. 
Ab 2001 arbeitete er als stellv. Generalpolizeikommissar und von 2008 bis 2011 als Generalpolizeikommissar.
Seit 2011 arbeitet er beim Energieunternehmen Litgrid als Direktor im Departament für interne Revision.

## Auszeichnungen
- 1995: Waffe
- 1996: Gediminas-Orden, Riterio kryžius
- 2003:  Vyčio Kryžiaus ordinas, Komandoro kryžius